# أوفيديو غوزمان لوبيس
أوفيديو غوزمان لوبيس (بالإسبانية: Ovidio Guzmán López)‏ (ولد في 29 مارس 1990)، المعروف باسم إل راتون أو إل نويفو راتون («الفأر» أو «الفأر الجديد»)، هو مكسيكي مشتبه فيه في أنه أحد تجار المخدرات وعضو رفيع المستوى في كارتل سينالوا، وهي جماعة إجرامية مقرها في سينالوا. وهو ابن لسيد المخدرات الشهير خواكين "إل تشابو" غوزمان، الذي كان ذات يوم يعتبر سيد المخدرات الأكثر طلباً في المكسيك والمجرم الأكثر طلباً في العالم.

## المهنة
غوزمان لوبيس هو ابن خواكين «إل تشابو» غوزمان. وهو متورط في تجارة المخدرات لوالده منذ أن كان مراهقاً، وقد أخذ دورا بارزاً في كارتل سينالوا بعد اعتقال والده. ويعتقد أنه يقود المنظمة مع أخوته إيفان أرشيفالدو غوزمان وخيسوس ألفريدو غوزمان ، وكذلك إسماعيل "مايو" زامبادا، لذلك في 8 مايو 2012، تمت معاقبة أوفيديو غوزمان بموجب قانون الولايات المتحدة لتسمية تجار المخدرات الأجانب.

## مواجهات عنيفة
في فبراير 2019، اتهمت السلطات الأميركية أوفيديو غوزمان بالتآمر لاستيراد وتوزيع مخدرات غير قانونية. وفي أعقاب أمر توقيف صادر عن قاض اتحادي في واشنطن العاصمة لاعتقاله وتسليمه، اعتقل غوزمان لوبيس لفترة وجيزة في كولياكان، سينالوا، على أيدي أفراد من الحرس الوطني المكسيكي في 17 أكتوبر 2019، مما أدى إلى اندلاع عدة معارك بالأسلحة في المدينة.
وهدد مسلحون مددجون بالسلاح (أكثر من 700) بقتل المدنيين بأعداد كبيرة، بما في ذلك الهجوم على مجمع الشقق السكنية الذي يسكنه أقارب الأفراد العسكريين المحليين. وبعد ساعات، أطلق سراح أوفيديو غوزمان، حيث قال الرئيس المكسيكي أندريس مانويل لوبيس أوبرادور إنه يؤيد القرار من أجل «منع المزيد من إراقة الدماء». ولكن في الشهر التالي، تم اغتيال أحد الضباط الذين اعتقلوا أوفيديو، الذي عرف باسم إدواردو ن.
وفي 8 مايو 2020، أكد سانتياغو نييتو، رئيس وحدة الاستخبارات المالية في المكسيك، أن حكومة المكسيك جمدت حسابات المليونير أوفيديو غوزمان، قائلا: «لقد جمدنا حسابات أوفيديو و330 شخصا على صلة بتلك المنظمة، وتقدمنا بشكوى إلى مكتب المدعي العام. وجدنا أيضا أشياء غريبة.» في 30 مايو 2020، ادعى خبير الكارتل والمارشال الفيدرالي الأمريكي السابق روبرت ألمونتي لصحيفة ديلي ستار أن هناك «تقارير موثوقة» بأن نيميسيو «إل منشو» أوسيغيرا سيرفانتس، زعيم عصابة الجيل الجديد المنافس «خاليسكو»، قام بتجنيد الأسلحة التي تعرف باسم «لوس 28» لتعقب وقتل أوفيديو وشقيقيه إيفان أرشيفالدو وخيسوس ألفريدو. في 24 يونيو 2020، تم الكشف عن أن أبناء إل تشابو لديهم الآن أكبر تأثير على كارتل سينالوا، حيث أن زامبادا الآن «مريض بمرض السكري».

## إعادة اعتقاله
ألقت المكسيك القبض على أوفيديو بعد 3 سنوات من إحراج الحكومة التي اضطرت إلى الإفراج عنه بعد اعتقاله ونشوب صراع مسلح في البلاد في كولياكان. وأعلن وزير الدفاع المكسيكي نجاح عملية القبض على "العضو البارز في عصابة سينالوا البالغ من العمر 32 عاما"، وأنه محتجز في العاصمة المكسيكية.
وكان الولايات المتحدة قد عرضت مكافأة مالية تقدر بـ 5 ملايين دولار لمن يدلي بمعلومات تساعد في اعتقال أوفيديو أو إدانته
وبعد اعتقال أوفيديو، اندلعت مواجهات مسلحة سقط على إثرها 7 قتلى من عناصر الأمن في ولاية ساينولا بالمكسيك، وإصابة 21 آخرون.
وأشعل رجال العصابات النيران في إطارات السيارات، وقطعوا الطرق، وهاجموا المطار المحلي في الولاية، وأصيبت طائرتان على المدرج بطلقات نارية، ولم تتمكن إحداهما من الاقلاع، ما دفع السلطات الأمنية إلى إلغاء 100 رحلة في 3 مطارات، ونتج عنها إصابة 18 شخصاً، بحسب حاكم الولاية. وأغلقت المدينة مدارسها.